# 1495 Helsinki
1495 Helsinki è un asteroide della fascia principale. Scoperto nel 1938, presenta un'orbita caratterizzata da un semiasse maggiore pari a 2,6386583 au e da un'eccentricità di 0,1554295, inclinata di 12,72431° rispetto all'eclittica.
L'asteroide è dedicato alla capitale della Finlandia.